# 朴述熙
朴述熙（：／，？—945年），一作朴述希，後三國時期和高麗王朝初期的武將。本貫沔川。
朴述熙之父為大丞朴得宜。其性格勇敢，年僅十八歲時擔任泰封國國君弓裔的衛士。後跟隨高麗太祖王建，屢立軍功，封為大匡。
太祖之子王武七歲時，太祖欲立之為嗣，但由於王武的母親吳氏卑微，怕無法冊立，於是太祖將黃袍送給吳氏，吳氏以將其展示給朴述熙看。朴述熙知道太祖的意思，便請求冊立王武為正胤（太子）。太祖臨終時，以軍國之事託付給他，並希望他輔佐王武。王武繼位，是為惠宗。惠宗病重時，朴述熙與王規相惡，以兵百餘人自隨。定宗王堯懷疑他有異志，將他流放與甲串。王規假借定宗之命將其殺死。後諡嚴毅，贈太師三重大匡，配享惠宗廟庭。有一子朴精元。